# Yläne gammelgård
Yläne gammelgård (finska: Yläneen kartano eller Vanhakartano) är en medeltida frälsegård i Yläne i det finländska landskapet Egentliga Finland. Gården har ägts av många adliga ätter såsom Fleming, Creutz, Lybecker och Jägerhorn af Spurila.
Vägen som går genom Yläne gammelgård och förbinder Egentliga Finland och Satakunda blev under medeltiden en pilgrimsled känd som Heliga Henriks väg. Enligt legenden fördes kroppen av ärkebiskopen Henrik, som mördades på isen i Kjulo träsk, från mordplatsen till Nousis för att begravas.

## Historia
Yläne gammelgård nämns redan på 1380-talet som en gammal frälsegård och gården bildade under medeltiden den största och mest betydande herrgårdsregionen i området. Under 1500- och 1600-talet ägdes godset av ätten Fleming. Enligt traditionen användes källarvalven i sidobyggnaden som fängelse på den tiden.
I början av 1800-talet omfattade Yläne gammelgårds egendom cirka 25 000 hektar. Hälften av gården såldes till Isac Reinhold Sahlberg år 1811, och han sålde sin del till sonen Carl Reinhold Sahlberg. Sahlbergs del började kallas Yläne nygård (Uusikartano), och den andra delen kallades Yläne gammelgård.

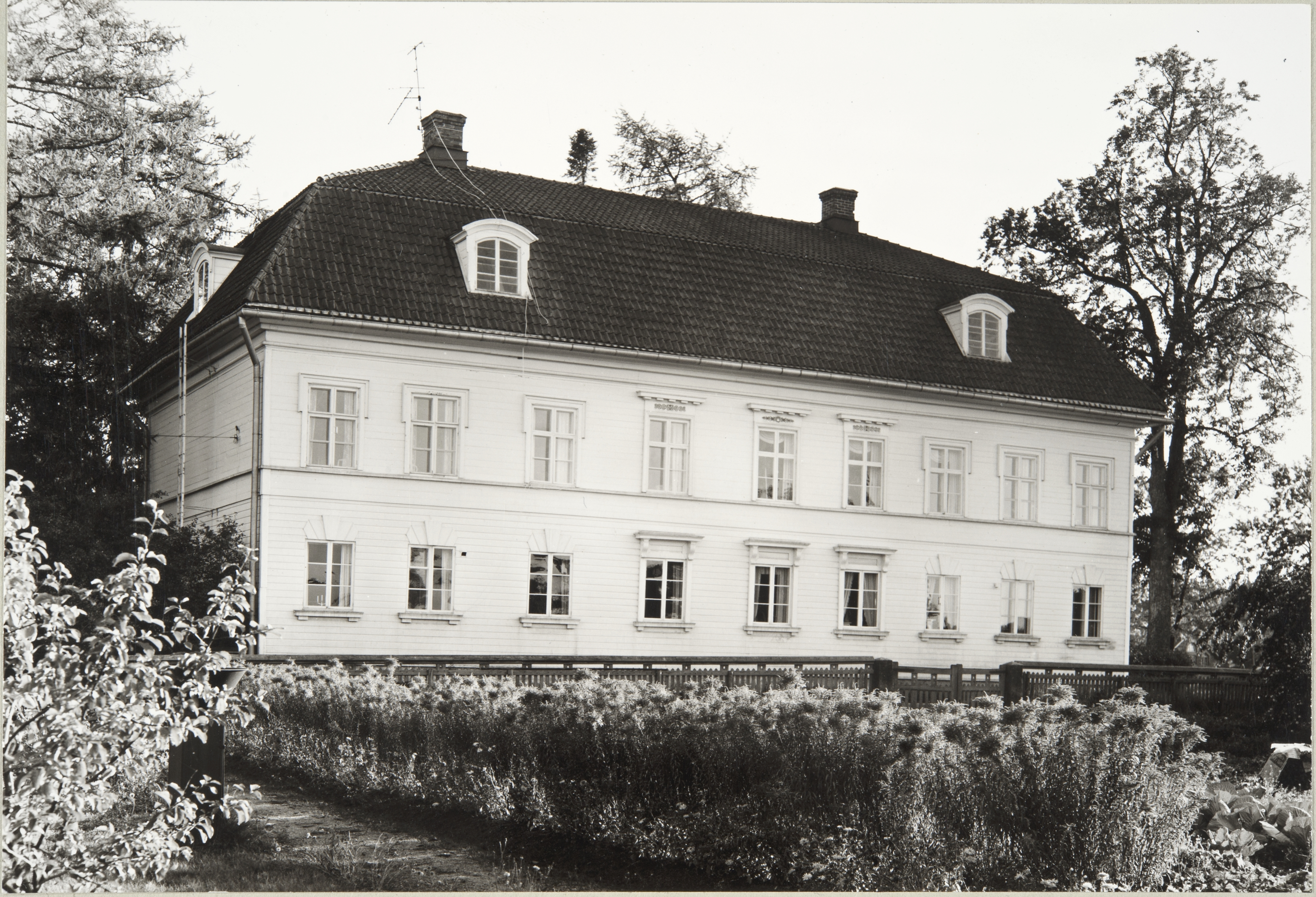
Yläne gammelgårds huvudbyggnad i 1976.

Frans Fredrik Björni från Eura köpte Yläne nygård av Walter Reinhold Sahlbergs arvingar den 14 maj 1890. Den 10 augusti 1892 köpte Björni även Yläne gammelgård med möbler från gården sista adliga ägare, Reinhold Jägerhorn. Yläne gammelgård såldes till Björnis äldste son, Onni Björni, den 8 april 1905, och Yläne Nygård såldes till den andra sonen, Sulho Björni, den 24 maj 1913. Senare förfinskade Onni och Sulho Björni sina släktnamn till Rantasalo.

### Byggnader
Yläne gammelgårds huvudbyggnad i två våningar är byggd av trä på 1790-talet, medan gårdens sidobyggnader härstammar från 1600-talet. Huvudbyggnaden har ett mansardtak och representerar klassicistisk stil. I andra våningens stora salong, rosrummet och två kabinett finns linnetapeter och dörrövermålningar dekorerade med joniska pilastrar och medaljongmotiv, målade av konstnären Pehr Sundberg från Svartå. I huvudbyggnadens interiörer, liksom i rummen i östra flygeln, finns jugendstilmålningar av konstnären Jalmari Karhula från Eura. Konstnären August Kaario från Åbo har gjort sina egna tillägg till de gamla linnetapeterna. Det är också troligt att han målade över dörrarna i salen, förmodligen på 1930-talet.
I slutet av 1930-talet upptäcktes en stor takmålning från stora salen i samband med restaureringsarbetet. Takmålningen, som är 8x9 meter stor, föreställer djävulen och är målad med oljefärg på 1600-talet. Målningen är den största som målats med oljefärg i Finland.
Museiverket klassificerade Yläne gammelgård och dess odlingslandskap som en värdefull kulturmiljö av riksintresse år 2009.